# Shabazz Napier
Shabazz Bozie Napier (* 14. Juli 1991 in Roxbury, Massachusetts) ist ein US-amerikanischer Basketballspieler. Im September 2024 wechselte er zum FC Bayern München.

## Werdegang
Napier studierte an der University of Connecticut. Er wurde 2010 zusammen mit den Deutschen Niels Giffey und Enosch Wolf in die Hochschulmannschaft „Huskies“ aufgenommen, die in der Big East Conference spielte. Während seines Studiums gewann Napier 2011 und 2014 zweimal den Meistertitel in der ersten NCAA-Division und wurde 2014 als „Most Outstanding Player“ des Final-Four-Turniers ausgezeichnet. In der anschließenden Entry Draft der National Basketball Association (NBA) wurde er an 24. Stelle von den Charlotte Hornets ausgewählt, die ihre Rechte in einem Spielertausch unverzüglich an die Miami Heat weitergaben.
Im Sommer 2015 wurde Napier zu den Orlando Magic transferiert und 2016 an die Portland Trail Blazers abgegeben. Nach zwei Spielzeiten in Portland wechselte Napier 2018 zu den Brooklyn Nets.
Danach stand er bei den Minnesota Timberwolves, Washington Wizards, bei BK Zenit Sankt Petersburg, den Capitanes de Ciudad de México, Olimpia Mailand (Italien), Roter Stern Belgrad (Serbien) und noch einmal Mailand unter Vertrag. 
Anfang September 2024 wurde er vom FC Bayern München verpflichtet. Er wurde 2025 mit München deutscher Meister und als wertvollster Spieler der Finalserie ausgezeichnet.

### Nationalmannschaft
Napier bekundete sein Interesse, bei der Basketball-Weltmeisterschaft 2014 für die puerto-ricanische Basketballnationalmannschaft zu spielen, da seine Mutter von dort stammt. Allerdings kam es dazu nicht. Später wurde er dann Mitglied der Nationalmannschaft.